# Дофен (приход)
Дофен (англ. Dauphin) — бывший приход (единица административно-территориального деления) государства Сент-Люсия, располагавшийся в северо-восточной части острова. Приход был объединён с приходом Гроз-Иле в 2014 году.

## История
Приход Дофен — исторический термин, появившийся во время французской колонизации Сент-Люсии. Приход был подарен округу и городу французским губернатором в честь наследника французского престола дофина Франции.